# Ou Xiaobai
Ou Xiaobai   (dècada del 1980) és la dissenyadora xinesa de l'aplicació mòbil iHomo, que posa en contacte als homosexuals amb algú del sexe oposat amb la finalitat de celebrar un matrimoni de conveniència heterosexual (en xinès: 形婚; pinyin: xínghūn).

## Biografia
Ou vivia a Pequín amb la seva parella femenina des de feia temps. A causa de la creixent pressió de la seva família, es va casar amb un home en 2012. El seu marit també és homosexual i té una parella masculina des de fa temps. Durant les noces, la núvia d'Ou va actuar com la seva dama d'honor.
Un dels avantatges del seu matrimoni és que la mare d'Ou té la seguretat que Ou serà cuidada quan ella es mori. A més, el marit d’Ou ja no és molestat pels seus col·legues per sortir amb dones. La parella visita als seus pares com a matrimoni durant els festivals, però la resta del temps Ou viu amb la seva núvia i el seu marit amb el seu nuvi.

## iHomo
iHomo va començar com un servei que Ou gestionava a través de les xarxes socials per a ajudar als amics homosexuals que sofrien la pressió paterna i social a conèixer a uns altres per a celebrar matrimonis de conveniència. Pel que sembla, Ou va organitzar més de 80 esdeveniments i va ajudar a realitzar 100 matrimonis de conveniència. El desembre de 2015, Ou va llançar una versió beta de l'aplicació mòbil iHomo, dissenyada per a permetre als usuaris gais i lesbianes trobar-se per a celebrar matrimonis de conveniència. Més enllà de la cerca de parelles, l'app va ser dissenyada per a proporcionar informació sobre cafès, botigues i restaurants LGBT a la Xina, on el matrimoni entre persones del mateix sexe no està reconegut.

## Crítiques
Ou ha assenyalat que, per a algunes persones, un matrimoni de conveniència pot causar més problemes dels que resol, sobretot si els pares de la persona viuen en la mateixa ciutat. A més, les parelles xineses solen sofrir la pressió dels pares perquè tinguin fills poc després de casar-se. En el cas que la parella de conveniència tingui un fill, per fecundació in vitro o altres mètodes, llavors la qüestió de quina parella cria al nen i en quina casa es torna problemàtica.

## Premis
- 100 Women (BBC) - 2016.